# Сидоров, Михаил Маркович
Михаил Маркович Сидоров — советский хозяйственный, государственный и политический деятель.

## Биография
Родился в 1928 году в селе Архангельское Член КПСС.
С 1951 года — на хозяйственной, общественной и политической работе. В 1951—1989 годах — сменный мастер кузнечного цеха, технолог, старший мастер, заместитель начальника цеха, главный металлург Барнаульского завода транспортного машиностроения, секретарь парткома завода, заместитель заведующего, заведующий промышленно-транспортным отделом Алтайского крайкома партии, первый секретарь Барнаульского горкома КПСС, председатель Алтайского краевого комитета народного контроля.
Избирался депутатом Верховного Совета РСФСР 10-го созыва. Делегат XXV и XXVI съездов КПСС.
Умер в Барнауле в 1989 году.